# スピード・ジャパンカップ
スピード・ジャパンカップは、日本山岳・スポーツクライミング協会が主催する、スポーツクライミング全国大会のうちスピード種目を扱うものである。

## 概要
スポーツクライミングのスピード種目の日本一を決める大会。
IFSCクライミングワールドカップでは行われていたが、日本国内ではあまり行われていなかった。しかし、東京オリンピック スポーツクライミング実施種目となった複合種目内でスピード種目も行われる為、日本国内でも施設が整備され大会が開催できるようになった。
国際競技基準に準拠した施設で行えば、大会が変わっても同じ条件となるため、日本記録・世界記録が存在する。

## 開催履歴
| 回 | 年月日        | 開催地                                                                   | 女子優勝   | 男子優勝 |
| -- | ------------- | ------------------------------------------------------------------------ | ---------- | -------- |
| 1  | 2019年2月10日 | 東京都昭島市 モリパークアウトドアヴィレッジ スピードクライミングウォール | 野中生萌   | 池田雄大 |
| 2  | 2020年2月22日 | 東京都昭島市 モリパークアウトドアヴィレッジ スピードクライミングウォール | 伊藤ふたば | 土肥圭太 |
| 3  | 2021年3月6日  | 京都府亀岡市 サンガスタジアム by KYOCERA グラビティリサーチ              | 野口啓代   | 楢﨑智亜 |
| 4  | 2022年3月6日  | 京都府亀岡市 サンガスタジアム by KYOCERA グラビティリサーチ              | 河上史佳   | 大政涼   |

## スピード 15m（日本記録・世界記録）
- 日本記録：2021年6月更新[10]
- 世界記録：2022年7月更新[11]

|       | 記録（秒） | 記録（秒） | 氏名                          | 年月日         | 競技会名                          |
| ----- | ---------- | ---------- | ----------------------------- | -------------- | --------------------------------- |
| 男 子 | 世界記録   | 5.00       | インドネシア：Kiromal Katibin | 2022年7月8日   | IFSC World Cup in Chamonix        |
| 男 子 | 日本記録   | 5.72       | 楢﨑智亜                      | 2021年3月6日   | 第3回 スピード・ジャパンカップ    |
| 女 子 | 世界記録   | 6.964      | ロシア：Iuliya Kaplina        | 2020年11月21日 | IFSC European Championships       |
| 女 子 | 日本記録   | 7.88       | 野中生萌                      | 2021年6月18日  | スピードジャパンオープン 盛岡大会 |